# Anianische Reform
Als Anianische Reform wird die Klosterreform im Frankenreich des ausgehenden 8. und beginnenden 9. Jahrhunderts bezeichnet, die vom Kloster Aniane in Südfrankreich und seinem Abt Benedikt von Aniane angestoßen und von den Kaisern Karl der Große und Ludwig der Fromme gefördert wurde. In ihrem Ergebnis wurde die bisherige Praxis von Mischregeln zugunsten einer exklusiven Geltung der Regula Benedicti aufgegeben. Gefördert wurde auch die liturgische Ausrichtung sowie die Pflege der Kultur. Die neuere Forschung (Dieter Geuenich, Walter Kettemann) stellt allerdings den Begriff in Frage, weil sie bezweifelt, dass man von einem einheitlichen Reformwerk ausgehen kann. Auch die herausragende Rolle Benedikts wird zunehmend bestritten.

## Verlauf unter Karl dem Großen und Ludwig dem Frommen
Für die Anianische Reform bedeutsam ist die Admonitio generalis von 789. In diesen Synodalbeschlüssen wurde die Einhaltung der Regula Benedicti als oberstes Gebot für alle Mönche, Nonnen und auch für Äbte und Äbtissinnen festgelegt. Doch die Tatsache, dass dies auf weiteren Synoden immer wieder neu gefordert werden musste, zeigt, dass man von einem einheitlichen Bild der Klöster noch nicht sprechen konnte. Die königlichen Boten (missi), die die korrekte Einhaltung der Regel kontrollierten, legten in der Versammlung vom Herbst 802 einen wohl unerfreulichen Bericht vor, sodass die „Regula Benedicti von nun an als einzige verbindliche Lebensnorm zu betrachten sei und in den Klöstern auch nur diese zugelassen“ werden solle. 
Karl der Große hatte zwar somit die Grundlage für die Vereinheitlichung der Klöster geschaffen, doch konnte auch er sein Vorhaben nicht völlig abschließen. Am 11. September 813, ein Jahr vor seinem Tod, krönte Karl seinen Sohn Ludwig zum Mitkaiser. Am 28. Januar 814, nach dem Tod Karls, zog dieser nach Aachen und wurde alleiniger Kaiser. Aus Aquitanien brachte Ludwig seinen bisherigen Berater Benedikt von Aniane mit. Ludwig wird nachgesagt, dass er von früher Jugend an eine Hinwendung zur Kirche hatte, weswegen eine Reformation des Klosterwesens für ihn sehr erstrebenswert schien. In seinen Biografien finden wir immer wieder beigefügte hagiographische Perspektiven, die seine Hinwendung zum Kirchenwesen und zum Mönchtum hervorheben sollen. 
814 beauftragte Ludwig Benedikt mit der Vereinheitlichung der Klöster. Benedikt war zu dieser Zeit bereits ein großer Befürworter der Benediktsregel und wirkte seit fast 30 Jahren in Südfrankreich. Zwischen 816 und 819 wurde die Benediktsregel schließlich bei den Aachener Reformsynoden für alle Nonnen und Mönche als verpflichtend erklärt.
Benedikt wurde zum Generalabt für die Klöster im regnum francorum ernannt und gründete 815 das Kloster Inden bei Aachen, welches als Vorzeigekloster dienen sollte.